# Mistrzostwa Europy Strongman 1996
Mistrzostwa Europy Strongman 1996 – doroczne, indywidualne zawody europejskich siłaczy.
Data: 1996 r.

Miejsce: Helsinki  Finlandia
WYNIKI ZAWODÓW:
| Miejsce | Zawodnik             | Kraj      | Punkty            |
| ------- | -------------------- | --------- | ----------------- |
| 1.      | Riku Kiri            | Finlandia | 59                |
| 2.      | Heinz Ollesch        | Niemcy    | 57                |
| 3.      | Magnús Ver Magnússon | Islandia  | 53                |
| 4.      | Jouko Ahola          | Finlandia | 52                |
| 5.      | Hannu Osala          | Finlandia | 43                |
| 6.      | Jukka Laine          | Finlandia | 38                |
| 7.      | Berend Veneberg      | Holandia  | 36                |
| 8.      | Jamie Reeves         | Anglia    | 34                |
| 9.      | Magnus Samuelsson    | Szwecja   | 29                |
| 10.     | Flemming Rasmussen   | Dania     | 28                |
| 11.     | Bill Pittuck         | Anglia    | 26                |
| 12.     | Forbes Cowan         | Szkocja   | 14 (kontuzjowany) |